# ارموتریوم
ارموتریوم (نام علمی: Eremotherium) نام یک سرده از تیره بزرگ‌ددان است.